# David Matza
David Matza (* 1. Mai 1930 in New York; † 14. März 2018 in Berkeley) war ein US-amerikanischer Soziologe und Kriminologe.
Matza studierte bis zum B.A.-Abschluss 1953 am City of New York College, das M.A.-Examen und die Promotion (Ph.D.) folgten dann an der Princeton University. Matza war emeritierter Professor für Soziologie an der University of California, Berkeley.
Gemeinsam mit Gresham M. Sykes legte Matza die kriminologische Neutralisierungstheorie vor. Darüber hinaus gilt er als einer der frühen Vertreter der Kritischen Kriminologie. Er wird zu den Fifty Key Thinkers in Criminology gezählt.

## Schriften
- Techniques of neutralization: a theory of delinquency (mit Gresham M. Sykes), in: American Sociological Review, 22. Jahrgang, Nr. 6, 1957, S. 664–670.
  - Techniken der Neutralisierung. Eine Theorie der Delinquenz. In: Kriminalsoziologie. F. Sack und R. König. Frankfurt am Main, Akademische Verlagsgesellschaft, 1968.
- Delinquency And Drift, 2. Auflage, New Brunswick: Transaction Publishers, 1990, ISBN 0887388043 (erste Auflage 1964).
- Becoming Deviant, 2. Auflage, New Brunswick: Transaction Publishers, 2010, ISBN 9781412814461 (erste Auflage 1969).  
  - Abweichendes Verhalten. Untersuchungen zur Genese abweichender Identität, Heidelberg: Quelle & Meyer, 1973, ISBN 3-494-00779-9.